# Curvas V

Curvas V de um motor síncrono.

Na engenharia de sistemas de potência e engenharia elétrica, as curvas V são gráficos que mostram a dependência da corrente de armadura de uma maquina síncrona como função da corrente elétrica do circuito de campo (circuito indutor) da mesma máquina. O objetivo da curva é mostrar a variação na magnitude da corrente da armadura à medida que a tensão de excitação da máquina é variada. 

## Curva V invertida
A Curva V Invertida é um gráfico que mostra a relação do fator de potência como função da corrente de campo. Semelhante à curva V, o objetivo é mostrar variação no fator de potência à medida que a corrente de campo da máquina é variada.